# 畑中竜也
畑中 竜也（はたなか たつや、1988年7月27日 - ）は、日本の俳優。

## 来歴

### 生い立ち
大阪府大阪市に生まれる。高校卒業と同時に芸能活動をはじめる。

### 舞台俳優として
2011年〜2015年、劇団天八主宰公演『チェロキー』にて白人兵役、インディアン役を演じる
2017年、劇団偉人舞台２０周年記念公演『デラックスマン』にてヒッキー役を演じる
2017年、京都音楽劇団主宰ミュージカル『賢者の贈り物』にて、主人公ジム役を演じる
2018年、京都音楽劇団主宰ミュージカル『スーの冒険』ドラキュラ ケント役を演じる
2019年、韓国のサスペンス映画「殺人の追憶」（さつじんのついおく、原題：살인의 추억、2003年公開)の舞台(日本版)『私に会いにきて』へ出演
2021年、「第29回 読売演劇大賞」にて優秀作品賞を受賞したディズニー ブロードウェイミュージカル『ニュージーズ』へ出演
2022年、漫画「マギ」を原作とした2.5次元ミュージカル『マギ－迷宮組曲－』 に出演
2022年、ミュージカル『ヴェラキッカ』に出演
2022年、ミュージカル『アンコール!』に出演
2022年、朗読劇『スイッチの男』スズキ役・布由役を演じる
2023年、ミュージカル『バウムクーヘンとヒロシマ』ウォルシュケ役を演じる

## 人物
マイケルジャクソンとB'zの大ファン。B'zのLIVEは開催されれば、毎回参加している。ボーカルの稲葉浩志さんを尊敬しており、トレーニングや喉へのケアの方法など稲葉さんが行っていると知れば、           すぐに自分の日々のプログラムに取り入れている。
ディズニー好きで、ディズニーオタクを公言。Youtubeにてディズニーソングを多数カバーしている。　　　　　　　　　　　
本人は否定しているが、潔癖症(以前潔癖症としてバラエティー番組に出演したことがあり、親が握ったおにぎりを食べられない等の潔癖症エピソードを披露している)　　　　　　　　　　　　

## 出演

### CM
- 和歌山県結婚式場「ベルナール」(2014年)
- USJ(2014年、2016年)
- パンケーキgram(2016年12月～)
- キャスコ「ドルフィンウェッジ」(2018年５月～)
- モチベーションクラウド(2018年11月〜)

### 映画
- HiGH＆LOW　the movie(2016年)出演
- ミュージアム(2016年)出演

### 舞台
- 劇団天八主宰公演「チェロキー」白人兵役、インディアン役(2011年～2013、2015年)
- 劇団偉人舞台２０周年記念公演「デラックスマン」ヒッキー役(2017年)
- 京都音楽劇団主宰ミュージカル「賢者の贈り物」主演　ジム役(2017年)
- 京都音楽劇団主宰ミュージカル「スーの冒険」ドラキュラ ケント役(2018年)
- ヨリコジュン演出「私に会いにきて」（2019年）
- ディズニーブロードウェイミュージカル「ニュージーズ」（小池修一郎演演出、2021年10月、日生劇場、2021年11月、梅田芸術劇場)
- ミュージカル『マギ－迷宮組曲－』 (2022年6月、天王洲銀河劇場)
- ミュージカル「ヴェラキッカ」（末満健一作演出、東京建物 Brillia HALL・WWホール）
- 「アンコール!」（2022年10月14日 - 28日、草月ホール / 11月1日 - 3日、COOL JAPAN PARK OSAKA TTホール）
- 「スイッチの男」2022年11月25日-28日、コフレリオ新宿シアター) スズキ役・布由役
- 「バウムクーヘンとヒロシマ」(2023年3月26日-30日俳優座劇場) ウォルシュケ役
- ミュージカル「ファンレター」（2024年9月9日 - 30日、シアタークリエ / 10月、兵庫県立芸術文化センター 阪急中ホール）キム・ファンテ 役[1]
- Disney on CLASSIC Premium「アラジン」イン・コンサート（2025年3月1日・2日、横浜アリーナ） - アンサンブル[2]
- モーリー・イェストン生誕80周年記念コンサート「Life's A Joy! Life Goes On!!」with 20years of Gratitude from Umeda Arts Theater（2025年7月19日・20日、東京国際フォーラム ホールA / 7月25日・26日、梅田芸術劇場 メインホール）[3]

### ドラマ
- NHK連続テレビドラマ小説「べっぴんさん」９３話(2016年)出演

### TV
- 朝日放送「ビーバップ!ハイヒール」(2014年）
- フジテレビ「特捜！激撮！張り込みマネースコープ 」被害男性役(2018年７月）
- NHK「天才テレビ君YOU」ドラマパート　カップル役（2018年１１月）
- NHK BSプレミアム「逃げるが勝ちの人生道」労働基準監督署職員役 （2019年4月）
- テレビ東京「池上彰あの大事件ＳＰ　昭和～平成バブルの時、庶民が激怒「リクルート事件」」江副浩正役（2019年4月）
- NHK総合テレビジョン「柔らかアタマが世界を救う」バス会社社員役、乗客役 （2019年5月）
- TBS 音楽特番『音楽の日2022』へ出演(2022年7月)

### ラジオ
- ネットラジオSORA×NIWAUMEDA「ONNEBINE BEAT」レギュラー出演(2016年)

### MC
- 第１０１回 日本陸上競技選手権大会２０１７ イベントステージ メインMC(２０１７)
- 映画「メサイア外伝-Polar night-」試写会 大阪、京都会場 司会(２０１７)

### モデル
- Tシャツ トリニティー(2016年)
- ベルメゾンネット(2015年)

### VP
- 「豊和開発」リクルートドラマ(2016年)深田役